# Chiochiș
Chiochiș (węg. Kékes) – wieś w Rumunii, w okręgu Bistrița-Năsăud, w gminie Chiochiș. W 2011 roku liczyła 403 mieszkańców.